# 傑利·路易斯
傑利·路易斯（英語：Jerry Lewis，1926年3月16日—2017年8月20日）是美國喜劇演員，歌手，電影製片人，編劇和導演。他以喜劇電影，電視，舞台劇和廣播聞名於世。
他最初在1946年與迪恩·馬丁搭檔，形成馬丁和路易斯喜劇團隊。
傑利·路易斯曾榮獲多個獎項，包含美國喜劇獎（American Comedy Awards），洛杉磯影評人協會和威尼斯電影節終身成就獎，他在好萊塢星光大道有兩顆星。 2005年，他獲得電視藝術與科學院（Academy of Television Arts & Sciences）州長獎 。在2009年2月22日，美國電影藝術與科學學院授予傑利·路易斯讓赫紹特人道主義獎。

## 外部連結
- 傑利·路易斯在互联网电影资料库（IMDb）上的資料（英文）
- 傑利·路易斯在豆瓣上的资料（简体中文）
- 在AllMovie上傑利·路易斯的頁面（英文）
- TCM电影资料库上傑利·路易斯的资料（英文）
- 互聯網百老匯資料庫（IBDB）上傑利·路易斯的資料（英文）
- 在美国电视档案馆上的傑利·路易斯採訪視頻
- Drum Solo Battle (1955) （页面存档备份，存于） with Buddy Rich at DrummerWorld （页面存档备份，存于）